# Деннени, Корбетт
Корбетт Чарльз Деннени (англ. Corbett Charles Denneny; 25 января 1894, Корнуолл, Онтарио — 16 января 1963, Торонто) — канадский хоккеист. Играл на позиции центрального нападающего.
В Национальной хоккейной лиге провёл 9 сезонов: «Торонто Аренас» (1917—1919), «Торонто Сент-Пэтрикс» (1919—1923), «Гамильтон» (1923—1924), «Торонто Мэйпл Лифз» (1926—1927), «Чикаго Блэк Хоукс» (1927—1928).
В НХЛ провел 176 матчей, забил 103 шайбы, сделал 41 результативную передачу, набрал в сумме 144 очка, заработал 148 минут штрафного времени.
В розыгрыше Кубка Стэнли провел 16 матчей, забил 7 шайб, сделал 3 результативные передачи, набрал в сумме 10 очков, заработал 9 минут штрафного времени.
Младший брат хоккеиста Сая Деннени.

## Достижения
- Обладатель Кубка Стэнли 1918 года.
- Обладатель Кубка Стэнли 1922 года.